# Ulrik Wilbek
Ulrik Wilbek, född 13 april 1958 i Tunis i Tunisien, är en dansk handbollstränare. Han har bland annat varit förbundskapten för Danmarks damlandslag (1991–1998) och herrlandslag (2005–2014). Han är annars främst förknippad med Viborg HK, där han tränat både damlaget och herrlaget i flera omgångar.
Sedan 1994 är han gift med den tidigare handbollsmålvakten Susanne Munk Wilbek (Lauritsen). Vid sidan av handbollen har han varit verksam som politiker för det konservativliberala partiet Venstre. Från 1998 till 2001 var han invald i Viborgs kommunalbestyrelse (fullmäktige). I november 2017 blev han invald igen. Sedan januari 2018 är han borgmästare i Viborg.

## Meriter i urval

### Danmarks damlandslag
- VM 1993 i Norge:  Silver
- EM 1994 i Tyskland:  Guld
- VM 1995 i Österrike:  Brons
- OS 1996 i Atlanta:  Guld
- EM 1996 i Danmark:  Guld
- VM 1997 i Tyskland:  Guld

### Danmarks herrlandslag
- EM 2006 i Schweiz:  Brons
- VM 2007 i Tyskland:  Brons
- EM 2008 i Norge:  Guld
- OS 2008 i Peking: 7:a
- VM 2009 i Kroatien: 4:a
- EM 2010 i Österrike: 5:a
- VM 2011 i Sverige:  Silver
- EM 2012 i Serbien:  Guld
- OS 2012 i London: 6:a
- VM 2013 i Spanien:  Silver